# Urban Space 100
Urban Space 100 (Урбан Спейс 100) — громадський ресторан в Івано-Франківську, соціальне підприємство, яке скеровує 80 % чистого прибутку на підтримку громадських проєктів у місті.
У рамках проєкту був створений фонд для фінансування соціальних проєктів. 100 людей інвестували у проєкт та розподіляють кошти на фінансування інших ініціатив.

## Історія
Ідея Urban Space 100 належить платформі «Тепле Місто». Засновник і керівник платформи, Юрій Филюк, його колеги та друзі підтримали концепцію громадського ресторану. Ресторану, куди можна було б приходити для натхнення, спілкування, пошуку однодумців, і який би сприяв розвитку міста, надавав підтримку активним містянам та ініціативам. Упродовж 85 днів вдалося зібрати 100 людей, які готові були безповоротно вкласти гроші — по $1000 — у цю справу.
27 грудня 2014 року в Івано-Франківську було відкрито громадський ресторан Urban Space 100.
Поява та діяльність громадського ресторану стала результатом об'єднання зусиль низки партнерів:
- платформи «Тепле Місто», яка займалася запуском проєкту, проводила промокампанію з пошуку співзасновників закладу, організувала відкриття ресторану, а нині забезпечує менеджмент грантової програми.
- ресторанної компанії «23 ресторани», яка здійснює управління закладом.
- 100 співзасновників, які одноразово і безповоротно інвестували власні кошти у проєкт.

Співзасновники приймають рішення щодо того, які проєкти підтримати в рамках грантової програми ресторану. На старті важливим також був внесок місцевих бізнесів: 14 бізнес-партнерів безплатно надали необхідні послуги чи матеріали для запуску проєкту.

## Ідея
Ідея полягала в тому, щоб створити громадський ресторан, який стане успішним прикладом об'єднання громади навколо єдиної ідеї — розвитку міста. Громадська цінність ресторану проявляється в кількох аспектах і пов'язана із цілями закладу:
- створення прозорого цільового фонду, призначеного для фінансування соціальних проєктів та стартапів, спрямованих на розвиток міста
- створення фізичного майданчика для активізації проактивного кластера міста, що дає імпульс ініціативам та зберігає динаміку їх розвитку
- об'єднання 100 соціально активних людей, готових інвестувати у проєкт та розподіляти кошти на фінансування інших ініціатив

## Простір ресторану
У просторі ресторану поєднано подієвий майданчик, радіостудію, крамничку українських брендів, відкриту кухню.
За понад п'ять років діяльності на подієвому майданчику закладу відбулося 1058 подій. Всі вони відкриті, безплатні (як для ініціаторів, так і для відвідувачів). Заходи, що проводяться на подієвому майданчику Urban Space 100, мають бути аполітичними, нерелігійними, некомерційними.

## Urban Space Radio
Urban Space Radio — це окремий мультимедійний проєкт Теплого Міста, онлайн-радіо, що об'єднує цікаві і корисні ініціативи, сприяє змінам міських середовищ. На Urban Space Radio звучить українська музика у стилях indie та alternative. Вона добре відображає ритм життя і змін у наших містах і їх активних міських середовищах.
На Urban Space Radio програми виключно власного виробництва. В ефірах говорять не про проблеми, а про можливості і способи їх вирішення. Працюємо з темами: розвитку міської культури, урбаністичних процесів, актуального мистецтва, креативного бізнесу, прогресивної освіти та альтернативної української музики. Гостями радіо є практики — люди, які змінюють свої міста та їх культуру вже сьогодні: представники громадських ініціатив, урбаністи та архітектори, куратори мистецьких програм і менеджери культури.

## Крамничка
У крамничці ресторану можна придбати одяг і аксесуари вітчизняних брендів, товари про Івано-Франківськ та Франківщину та книги українських видавництв.

## Підтримані проєкти
Станом на вересень 2020 підтримку від ресторану отримали 113 проєктів.
Проєкти, які отримують фінансову підтримку від ресторану визначаються на загальних зборах співзасновників, які відбуваються щокварталу (програма має 4 грантові сезони).
Програма не передбачає тематичних пріоритетів. Подаватись можуть як «тверді» проєкти (інфраструктурні), так і «м'які» (конференції, фестивалі, освітні події тощо). Визначальним є те, щоб задум був реалізований в Івано-Франківську і мав на меті поліпшити життя в місті, розкрити для нього нові тематики й можливості.
Упродовж 2014—2019 років — на вересень 2020-го — у рамках грантової програми підтримано 113 проєкт на загальну суму близько 3 млн грн (загалом було подано 263 заяв). Від заснування ресторану спостерігається позитивна динаміка — і щодо суми грантового фонду й відповідно щодо кількості підтриманих громадських проєктів. Якщо у 2015 році було профінансовано 5 проєктів (на 68 тис.грн), то у 2019-му — 22 проєкти на загальну суму 650 тис. грн.
Серед підтриманих у різні роки проєктів такі: реставрація та відновлення старовинних дверей міста громадською ініціативою зі збереження спадщини "Франківськ Який Треба Берегти" (станом на 2023 рік 11 грантів), День вуличної музики Івано-Франківськ і Музичний тролейбус, танцювальний фестиваль від Apache Crew і проєкти від Urban Space Radio (Urban Xmas Radio (Різдвяне радіо), марафон «Нуяктобісказати»), створення муралів, конференція «Кіно за кадром» і форум про культурні процеси в регіонах та ін. Також проєкт з ремонту візків у медзакладах міста та змагання з бочі для людей з інвалідністю, організація студентських просторів й дитячих активностей (як сімейний пікнік чи школа вертепу), проєкт «Поділися їжею» та «Мотузковий парк для дітей із тяжкими порушеннями мовлення й аутизмом».
У 2018-му увагу громадськості й медіа привернули такі проєкти, як дослідження й реставрація старовинних вивісок у центральній частині Івано-Франківська, проєкт із моніторингу якості повітря Eco City, фестиваль «Брама» (грант покрив призовий фонд переможців конкурсу фентезійних оповідань і видання збірки найкращих текстів).
Завдяки грантовій підтримці ресторану загалу стають доступними якісні тематичні події. Так, наприклад, було з відкритими заходами в рамках конференції Design Village, фестивалю про місто «Сеанс Міського Сканування», ін. 

## Соціальна франшиза
За декілька років платформа «Тепле Місто», якій належить ідея громадського ресторану Urban Space 100, отримала з різних міст України й з-за кордону понад 250 запитів на реплікацію проєкту Urban Space.
Першим прикладом реалізації соціальної франшизи став Urban Space 500 у Києві, відкритий завдяки ГО «Інша Освіта» та компанії DRUZI Cafe & Bar і 500 співзасновникам. Ресторан відкрився 18 грудня 2018 року.

## Цікаві факти
Ресторан починає працювати о 6:00. Це зручно зокрема для гостей, які прибувають до Франківська ранковим потягом із Києва.
Серед співзасновників Urban Space 100: 60 — мешканці Івано-Франківська; 25 — родом із Франківська, але не мешкають у місті зараз; 15 — з інших міст.
Найдорожчий підтриманий Urban Space 100 проєкт (на осінь 2020-го) — «Мотузковий парк для дітей із тяжкими порушеннями мовлення й аутизмом», із сумою гранту 72 тис. грн.
Досвід Urban Space 100 став предметом для вивчення у рамках курсів Львівської бізнес-школи УКУ (LvBS).
Ресторан є прикладом інклюзивного простору.
Urban Space 100 є відкритим для відвідувачів із тваринами.

## Відзнаки
- Ляйпцизька 2-га премія інтегрованого розвитку України (2016)[4].
- Фіналіст Національної Ресторанної премії СОЛЬ у номінації «Найкраще міське кафе» (2017, 2018)[5][6].
- «Доступні для людей із інвалідністю» — нагорода від Мальтійської служби допомоги Івано-Франківська (2018)[7].
- Відкриті двері «Найкращий інклюзивний ресторан» — відзнака від ініціативи «Доступно.UA» для найкращих практик доступності в Україні для людей із числа маломобільних груп (2018)[3].
- Фіналіст конкурсу Partnership for Sustainability Award 2018 — конкурс партнерських проєктів між різними групами стейкхолдерів для досягнення сталого розвитку, ініційований Глобальними Договором ООН в Україні (2018)[8]